# مفوضية الشعب للتعليم

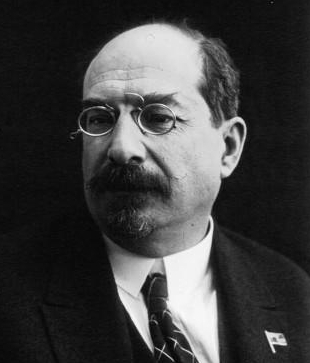

مفوضية الشعب للتعليم (أو Narkompros ؛ (بالروسية: Народный комиссариат просвещения, Наркомпрос)‏) كانت الوكالة السوفيتية المكلفة بإدارة التعليم العام ومعظم القضايا الأخرى المتعلقة بالثقافة. في عام 1946، تم تحويلها إلى وزارة التربية والتعليم . كان أول رأس لها أناتولي لوناشارسكي. ومع ذلك فقد وصف كروبسكايا بأنها «روح ناركومبروس». لعب ميخائيل بوكروفسكي وإيفجراف ليتكنز أيضًا أدوارًا مهمة.
قام لوناشارسكي بحماية معظم الفنانين الطليعيين مثل فلاديمير ماياكوفسكي وكازيمير ماليفيتش وفلاديمير تاتلين وفسيفولود مايرهولد . على الرغم من جهوده، فإن السياسة الرسمية بعد جوزيف ستالين جعلته في حالة من العار.
كان لدى (ناركومبروز) سبعة عشر قسمًا،  بالإضافة إلى الأقسام الرئيسية المتعلقة بالتعليم العام، على سبيل المثال،
- ليكبيز قسم لمحو الأمية،
- «بروفوبر» قسم التعليم المهني،
- جلافلت قسم الأدب والنشر (مسؤول أيضًا عن الرقابة على النشر)،
- «غلافربرتكوم» (Главрепертком)، عمولة للموافقة على ذخيرة فناني الأداء.
- قسم تعبئة القوات العلمية، التابع لأكاديمية العلوم الروسية بعد عام 1918.
- قسم المسرح الذي نشر فيستنيك تياترا
- فينيشكول نيي أوتديل، إدارة تعليم الكبار التي تديرها كروبسكايا

تطور بعضها إلى كيانات منفصلة، وتوقف البعض الآخر.

## العلاقة مع الطبقة الكادحة
جادل بافيل ليبيديف بوليانسكي ، بصفته رئيسًا للمكتب التنظيمي لـ الطبقة الكادحة الوطني، بأن (ناركومبروز)، بصفته جهازًا حكوميًا، لديه مسؤوليات تجاه المجتمع بأسره، في حين أكد تنظيم الطبقة الكادحة استقلاليته كمنظمة تم إنشاؤها خصيصًا للعمال. ومع ذلك، كان هناك قلق من «التوازي» - وهو الموقف الذي نشأ عندما تم تنفيذ عمل مماثل بالتوازي من قبل منظمات مختلفة. في أوائل عام 1918، أعطى (ناركومبروز) للتنظيم ميزانية تزيد عن 9,200,000 روبل، بينما تلقى قسم تعليم الكبار بأكمله 32,500,000 روبل.

## إيزو ناركومبروس
تم إنشاء (Изо-наркомпрос) ايزو - ناركوكمروس، أو قسم الفنون المرئية (отдел изобразительных искусств) في 29 يناير 1918. وهي تتألف من جزأين: الكوليجيوم (الجهاز التداولي) والقسم المناسب (الجهاز التنفيذي). وترأس كوليجيوم الأول فلاديمير تاتلين وشملت ماليفيتش Kasimir ، إيليا ماشكوف ، ناديثهدا أودالتسوفا ، أولغا روزانوفا ، ألكسندر روجينكو، فاسيلي كاندينسكي. تم تقسيمها إلى عدد من الأقسام الفرعية.
قام قطار الهيجان بإدارة بعض التجارب العظيمة في الفنون العامة بعد الثورة مثل القطارات المحرضة والقوارب المحرضة، التي عممت في جميع أنحاء روسيا لنشر الثورة والفنون الثورية. كما قدم الدعم للتجارب المسرحية للبناء والمبادرات مثل نوافذ روستا والملصقات الثورية التي صممها وكتبها ماياكوفسكي ورودشينكو وآخرين.
كما نشر إيزو ناركومبروس Iskusstvo kommuny (فن الكومونة) الذي ظهر 19 عددًا منها بين 7 ديسمبر 1918 وأبريل 1919.

## صناعة الأفلام
رأى لينين أن الفيلم هو أهم وسيلة لتثقيف الجماهير بطرق ووسائل ونجاحات الشيوعية. ونتيجة لذلك، أصدر لينين «التوجيهات حول صناعة الأفلام» في 17 يناير 1922، والتي أصدرت تعليماتها إلى (ناركومبروز) لتنظيم صناعة الأفلام، وتسجيل وترقيم جميع الأفلام المعروضة في جمهورية روسيا الاتحادية الاشتراكية السوفياتية، واستخراج الإيجار من جميع دور السينما المملوكة ملكية خاصة وتخضعهم للرقابة. 

## مفوضي الشعب
| اسم                 | تولى منصبه      | ترك المكتب      | المدة الزمنية    |
| ------------------- | --------------- | --------------- | ---------------- |
| Anatoly Lunacharsky | أكتوبر 26, 1917 | سبتمبر 12, 1929 | 11 عام، 321 يوم  |
| Andrei Bubnov       | سبتمبر 12, 1929 | أكتوبر 12, 1937 | 8 أعوام، 30 يوم  |
| Pyotr Tyurkin       | أكتوبر 12, 1937 | مارس 29, 1940   | عامان، 169 يوم   |
| Vladimir Potyomkin  | مارس 29, 1940   | فبراير 23, 1946 | 5 أعوام، 331 يوم |